# Столетник (рассказ)
Столетник — рассказ Александра Ивановича Куприна из сборника его произведений «Детские рассказы»,  впервые напечатанный в газете «Жизнь и искусство» под заголовком «Поэма», в 1895 году.

## Сюжет
Александр Куприн наделил каждый цветок оранжереи своими качествами характера, но всех – капризностью, нарциссизмом, кроме одного столетника, который был, по сути, изгнанником в мире красоты и любви цветов.  

Он не знал ни их дружбы, ни их участия:

Он так привык к общему презрению, что давно уже переносил его молча, затаив в глубине души острое страдание. Так же привык он быть постоянным предметом общих насмешек. Цветы никогда не прощают своим собратьям уродливости.…
Цветы ведут между собой беседы, и только столетника никто не принимает всерьез.
Однажды в оранжерее распустилась кашемирская роза. Цветы единогласно признали её своей королевой.
В тот же день началась страшная гроза, садовники прикрыли стёкла оранжереи досками, так что внутри стало темно, как ночью. Все цветы испугались и умолкли, однако у столетника хватило смелости признаться в этот момент в любви кашемирской розе. Он твердил о том, что готов умереть за объект своей любви и расцвести ради неё, но роза была непреклонна.
Утром в оранжерее раздался треск. Столетник расцвел великолепными цветами, от которых пришли в восторг все окружающие. Но через полчаса белоснежные бутоны начали темнеть и увядать, а кашемирская роза совсем поникла.